# 中村家正
中村 家正（なかむら いえまさ）は、戦国時代から江戸時代前期にかけての武将。宇喜多氏や前田氏の家臣。中村次郎兵衛、中村刑部丞、中村刑部の名でも知られる。

## 生涯
播磨国多可郡阿賀邑を領した中村正祝の子として生まれる。
はじめは前田利家の家臣であったが、宇喜多秀家が利家の娘である豪姫を娶ると、その付き人として秀家に仕え、大坂屋敷家老となった。諱の「家」の字は秀家から与えられた偏諱と思われる。
経理に明るく、城下町の川の水流を変える等、土木築城技術に優れていたため秀家に重用されたが、長船綱直、浮田太郎左衛門と共に宇喜多詮家、戸川達安、岡越前守、花房正成、角南重義、楢村玄正らと対立し、慶長5年（1600年）1月5日に大坂で襲撃を受けるも難を逃れて、越中国の五箇山に蟄居したとされる。この家正に対する襲撃を発端として宇喜多家を二分した一連の騒動は「宇喜多騒動」と呼ばれる。騒動の原因については、家正が出費を補うために行った増税、キリシタン対策、宇喜多家中の主導権争いなど諸説ある。
慶長7年（1602年）に加賀藩に出仕してからは、宇喜多家での経験を生かして年貢の算用や寺社への取次役を務めている。慶長末期に名乗りを「中村次郎兵衛」から「中村刑部丞」に改名し、2000石を領した。
寛永7年（1630年）、宇喜多氏旧臣の難波秀経が金沢西町に閑居していた豪姫（備前様）の許に面会した際に、一色照昌（主膳）と共に取次役を務めている。
寛永8年（1631年）の大火で金沢城を含む多数の武家屋敷が焼失したが、家正の屋敷も被害に遭った。
寛永13年（1636年）7月13日に死去。